# レスター・ファインガアヌク
レスター・ファインガアヌク（Leicester Fainga'anuku、1999年10月11日 - ）は、スーパーラグビーのクルセイダーズに所属するラグビーユニオン選手。

## プロフィール
- トンガ・ヌクアロファ出身[1]。
- ポジションはウィング(WTB)、センター(CTB)。
- 身長 188cm、体重 108kg
- U20ニュージーランド代表に選ばれたことがある[2]。
- 南島代表に選ばれたことがある。
- ニュージーランド代表キャップは7（2024年2月現在）でラグビーワールドカップ2023のニュージーランド代表に選ばれた[3]。

## 略歴
タスマン、クルセイダーズを経て、2023年、RCトゥーロンに加入。